# Anadol
Anadol — первый массовый турецкий производитель легковых автомобилей.

## История
Самым первым производителем автомобилей в Турции считается компания «Anadol», основанная в 1966 году. Представитель корпорации «Ford» на территории Сирии и Турции Вечхи Коч, контролировавший почти все продажи авто этой марки, в 1959 году основал компанию «Otosan». Кроме непосредственной продажи продукции «Ford», он занялся её техническим обслуживанием. Потерпев неудачу в попытке создания своего национального автомобиля, правительство Турции профинансировало Коча с целью создания компании, названной «Anadol» по результатам опроса турецкого населения.

## Деятельность
Предприниматель приобрёл лицензию, дающую ему право производить машины под собственной маркой на платформе техники английского бренда «Reliant». Наряду с этим он занялся конструированием личной модели.
Вторая модель компании «Anadol», дебютировавшая на рынке в 1972 году, носила название Anadol A1 Mark II и побила рекорды по продажам на авторынке Турции. Через год компания представила потребителям автомобиль в кузове универсал SV1600.
В 1974 году была произведена спортивная модель А1, которая не получила популярности среди покупателей и за 3 года была продана лишь в количестве 15 тыс. единиц.
Последний автомобиль, выпущенный в 1982 году, носил название SV1600. Экономическая нестабильность фирмы «Otosan» помешала дальнейшим автомобильным разработкам, в результате чего в 1997 году компания была выкуплена корпорацией Форд, а параллельно завершилась деятельность «Anadol».